# Кадугли-кронго
Кадугли-кронго (самоназвание — тумтум) — народ, проживающий на территории Южного Судана. Общая численность 200 тыс. человек. Относятся к группе кордофанских народов- тумтум, которая включает в себя кадугли, тумтум, мири.

## Религия
Большинство народа кадугли-кронго являются мусульманами-суннитами.
Имеют общую материальную культуру с представителями кордофанских народов — катла, талоди и др.

## Традиционные занятия
Занимаются разведением крупного и мелкого рогатого скота, а также земледелием. Выращивают просо, сорго, кукурузу, тыкву, хлопчатник, собирают гуммиарабик. Мужчины занимаются обрабатыванием полей, пасут скот, женщины собирают фрукты, а также обрабатывают огороды. Тип сельского хозяйства — интенсивный.

## Жилище кадуглей-кронго
Чаще всего жилище строится глиняное округлой формы, но крышу в основном делают из тростника или соломы.

## Ремесло
Широко распространены художественные ремесла и филигранные работы по меди и серебру, керамика, изготовление изделий из тесненой кожи, дерева (в том числе и скульптура)

## Устройство жизни кадуглей-кронго
Сохраняются племена, их подразделения, кланы и линиджи, деревенские общины, патриархальные семьи. Во главе клана обязательно стоит старейшина. На юге у части кадугли-кронго счет родства матрилинейный, на севере, под влияниям арабов, — патрилинейный.

## Традиционная одежда
Мужчины носят широкие белые штаны и рубашку в виде туники. Женщины одевают платье, предпочитают носить различной формы металлические украшения.